# Milorad Janković
Milorad Janković (srbsko Милорад Јанковић), srbski general, * 17. oktober 1920, † 16. junij 1996.

## Življenjepis
V času aprilske vojne je bil kadet na Nižji šoli Vojaške akademije. Leta 1941 je vstopil v NOVJ in naslednje leto je postal član KPJ. Med vojno je bil poveljnik več enot.
Po vojni je končal VVA JLA in bil med drugim načelnik Vojne šole JLA (1971–77).